# Guy Mannering
Guy Mannering ou l'Astrologue, en anglais Guy Mannering or The Astrologer, est le deuxième roman de l'homme de lettres écossais Walter Scott. Il paraît en 1815, sous la signature « l'auteur de Waverley ».
Très différent de Waverley, il n'est pas un roman historique — ce qui n'empêche nullement Scott de faire de l'Histoire, en peignant les mutations et les antagonismes sociaux. Le thème qui sous-tend tous les romans de l'écrivain est en effet bien présent ici : une aristocratie tournée vers le passé perd pied devant une bourgeoisie réaliste, déterminée à prendre sa place.
L’action se situe principalement en Écosse dans les années 1760 et 1780. Un amateur d'astrologie, au caractère « bizarrement composé de bonnes et de mauvaises qualités », n'a guère conscience du mal qu'il cause, au quotidien. Il préfère tenter de réparer celui qu'il croit avoir fait en émettant 22 ans plus tôt une terrible prédiction. Mais l'intrigue n'est là que pour permettre à Scott de lâcher la bride à sa spontanéité et à son inventivité de conteur. Il multiplie avec grâce et sensibilité les personnages truculents, les digressions, les détails « inutiles », les histoires secondaires… Certains commentateurs voient dans ce livre l'un des meilleurs romans de Scott.

## Genèse
En juillet 1814, le premier roman de Scott, Waverley, a un retentissement exceptionnel.
Scott vient de finir le poème narratif Le Lord des îles quand il écrit Guy Mannering, en un peu plus de six semaines (de la fin décembre 1814 à la mi-février 1815). Pour son deuxième roman, on pouvait penser que l'auteur allait persévérer dans la veine de Waverley. Il prend le risque de se renouveler complètement.
Il se lance d'abord dans une histoire basée sur l'astrologie. Puis il juge que cette discipline n'est pas assez reconnue. Il change le plan de son livre alors que les trois ou quatre premiers chapitres sont déjà écrits. Ils sont même en cours d'impression. Il les garde donc tels quels.
Le 2 janvier 1815, The Lord of the Isles (Le Lord des îles) paraît sous la signature Walter Scott. Le 24 février, Guy Mannering or The Astrologer (Guy Mannering ou l'Astrologue) paraît sous la signature « l'auteur de Waverley », en trois volumes, chez les mêmes éditeurs que Le Lord des îles : Longman, Hurst, Rees, Orme and Brown à Londres ; et Archibald Constable and Co à Édimbourg.

## Époque et lieu du récit

District de Dumfries and Galloway.

L’action se situe dans les années 1760, puis dans les années 1780, pour l’essentiel dans ce qui constitue aujourd’hui le district de Dumfries and Galloway, au sud-ouest de l’Écosse. 

## Résumé
Le roman est construit en deux parties, comme Waverley : la première est une patiente mise en place de tous les éléments de l’intrigue ; lesquels, dans la seconde, se recoupent de façon captivante.

### La prédiction de Mannering et la malédiction de Meg
Un enfant, Harry Bertram, naît au manoir d’Ellangowan, en Écosse, où Guy Mannering, un jeune Anglais, a trouvé refuge pour la nuit. Le jeune homme a des connaissances en astrologie, mais ne croit nullement à cette « science imaginaire ». C’est par amusement qu’il dresse un thème de nativité pour l’enfant. Le résultat de ses calculs menace le nouveau-né de captivité ou d’une mort subite et violente. Guy Mannering est d’autant plus troublé qu’il s’était précédemment livré au même genre de calculs pour sa bien-aimée, calculs ayant indiqué le même danger que pour l’enfant, pour la même période.
Quatre ans plus tard, Godefroy Bertram, le laird d’Ellangowan, est élu juge de paix. De bon et humain qu’il était, il devient impitoyable aux gueux, et chasse les « Égyptiens » (gitans) de ses terres. Meg Merrilies, une Égyptienne, lance une malédiction sur sa famille.

### L'enlèvement
L’année suivante, le petit Harry Bertram disparaît dans des circonstances obscures, le jour même de son cinquième anniversaire.
Témoin d’un meurtre, il a été enlevé par des contrebandiers. Il grandit parmi eux, fait d’abord carrière dans le commerce, puis rejoint l’armée des Indes orientales comme volontaire, sous le nom de Van Beest Brown. Il se retrouve sous les ordres du colonel Mannering qui, bien entendu, ne fait pas le rapprochement entre Brown et l'enfant né à Ellangowan. Il le soupçonne bientôt de courtiser sa femme, le blesse gravement en duel et le laisse aux mains de bandits looties. Marquée par cet événement, l’épouse de Mannering meurt quelques mois plus tard. Mannering rentre en Angleterre et confie sa fille, Julie, à un ami.

### Retour de Mannering en  Écosse
Il se rend en Écosse, sur les lieux où il avait formulé son étrange prédiction. Il apprend la ruine de Godefroy Bertram, dont le domaine est en vente. Ce qui s’est passé durant son court séjour à Ellangowan a tellement frappé Mannering qu’il souhaite acquérir le domaine. Mais celui-ci est vendu à vil prix à Gilbert Glossin, un sinistre personnage qui a précipité la ruine de Godefroy Bertram. Tenant à rester sur les lieux, Mannering loue un château, à six milles d’Ellangowan.
Pendant ce temps, un jeune homme tourne autour de Julie. Il s’agit de Brown (Harry Bertram). Il a survécu à ses blessures, est revenu de captivité, puis a suivi son régiment en Angleterre. Ce n’était pas la femme de Mannering que Brown courtisait, mais sa fille. Les deux jeunes gens s’aiment. Mannering fait venir Julie en Écosse pour la soustraire à ce soupirant qu'il n'a pas identifié. Il héberge en outre Lucy Bertram et Dominie Sampson, le précepteur des enfants Bertram.

### Retour de Harry en Écosse
Voulant retrouver Julie, Harry/Brown se rend à son tour en Écosse. En chemin, il rencontre Meg Merrilies, qui le reconnaît, et il vient au secours d’un brave fermier, Dandie Dinmont. Il entend la rumeur selon laquelle Julie va épouser le jeune Charles Hazlewood. Celui-ci n’est pourtant amoureux que de Lucy Bertram. Harry est à l’origine d’un incident au cours duquel il blesse involontairement Hazlewood, des fragments de plomb se logeant « dans l'apophyse acromion ».
Gilbert Glossin, l'affairiste scélérat, qui est aussi juge de paix, se met à la recherche de l’agresseur de Hazlewood. Soupçonnant un contrebandier, il reprend contact avec Dirk Hatteraick, capitaine de contrebandiers avec lequel il trafiquait autrefois, et à qui il avait demandé d’emmener le jeune Harry Bertram en Hollande. En conversant avec le capitaine, Glossin comprend que le « Brown » qui a agressé Hazlewood n’est autre que Harry Bertram. C’est catastrophique pour le nouveau propriétaire d’Ellangowan : si l’héritier mâle se manifeste, la vente du domaine est annulée.
On apprend que Lucy Bertram, sœur de Harry, hérite de sa tante Margaret Bertram. Le colonel Mannering se rend à Édimbourg, en compagnie de Dominie Sampson, pour en savoir plus. Il y rencontre le fermier Dandie Dinmont et l’avocat Paulus Pleydell. Mais, par un nouveau testament, Margaret Bertram a légué son domaine de Singleside à son homme d’affaires, Pierre Protocole, qui doit en verser les revenus à quatre établissements de bienfaisance. Toutefois, Protocole devra se dessaisir de cet héritage au profit de Harry Bertram, si celui-ci réapparaît. C’est l’Égyptienne Meg Merrilies qui a prédit à Margaret ce retour.

### Harry prisonnier
Mais Gilbert Glossin capture Harry, qui est conduit à la prison de Portanferry. Glossin fait éloigner la garnison de la douane voisine pour que les contrebandiers puissent l’attaquer — et enlever Harry par la même occasion. Sur ordre de Meg Merrilies, Dandie Dinmont se rend à la prison, où il décide de passer la nuit. Sur ordre de Meg Merrilies, Guy Mannering envoie une voiture à Portanferry pour en ramener Harry. Sur ordre de Meg Merrilies, le jeune Hazlewood intervient auprès de son père pour que la garnison soit renvoyée à Portanferry. Sur ordre de Meg Merrilies toujours, le vice-shérif MacMorlan conduit cette garnison à Portanferry. Et c’est le neveu de Meg, Gabriel, qui, sur ordre de sa tante, favorise l’évasion de Harry. Le jeune homme est conduit au château de son ancien colonel. Il se retrouve face à celui qui voit toujours en lui le séducteur de sa femme. Il se retrouve face à son amie Julie. Il se retrouve face à Lucy, qui voit en lui l’agresseur de son bien-aimé. Mais Dominie reconnaît son ancien élève. Lucy est présentée à son frère. Julie explique à Mannering comment sa mère a favorisé sa liaison avec Harry.

### Dénouement
Meg Merrilies fait tout pour « réparer » les malheurs qu’elle croit causés par la malédiction qu’elle a lancée, dix-huit ans plus tôt (Mannering, quoique de façon moins explicite, cherche aussi à réparer les dégâts qu’il croit avoir causés, en plus de ceux qu’il a réellement causés). C’est elle qui a sauvé la vie du petit Harry, que les contrebandiers voulaient tuer. C’est elle qui, aujourd’hui, veut rétablir Harry dans ses droits. Elle entraîne Harry et Dinmont jusque dans la caverne où est caché Dirk Hatteraick. Celui-ci blesse gravement Meg, mais finit par être terrassé. Meg meurt. La population reconnaît en Harry le fils de Godefroy Bertram.
Dirk Hatteraick et Gilbert Glossin sont jetés en prison. Le contrebandier tue Glossin, et se suicide. Enfin, comme la fortune n’est « une considération indifférente que dans un roman », Harry entre en possession d’Ellangowan et peut donc épouser la fille du vaniteux Mannering. Lucy hérite de sa tante, et peut donc épouser le fils du vaniteux Hazlewood. 

## Personnages
Le livre compte quelque 90 personnages. Il est remarquable par plusieurs de ses figures secondaires comme la gitane Meg Merrilies, le précepteur Dominie Sampson, le fermier Dandie Dinmont, l’avocat Paulus Pleydell...
- Colonel Guy Mannering, Anglais. Il dessine très bien et s’adonne également à la poésie. Il aime tout ce qui sent l’originalité. C’est ainsi qu’il se montre bienveillant à l’égard du pauvre précepteur Dominie Sampson. Froid et réservé cependant. Trop fier pour réclamer à sa femme et à sa fille « la tendresse et la confiance qu’il croit lui être dues sans qu’il les demande ». Volontaire, constant, opiniâtre, impétueux, il peut devenir violent et emporté si l’on veut le tromper. Jaloux, perçu comme tyrannique par son épouse. Bardé de préjugés sur la fortune et la naissance, il aime répéter qu’il avait des ancêtres à Poitiers et à Azincourt. Il méprise le commerce, bien que la majeure partie de ses biens ait été acquise dans le commerce par son oncle. Sa fille prétend que le plébéien Brown a, aux yeux de Mannering, un « esprit de hauteur et d’indépendance », qui se transformera en « noblesse » et en « dignité » une fois sa naissance reconnue. Méprisant, orgueilleux, insociable selon Brown, qui parle d’un caractère « bizarrement composé de bonnes et de mauvaises qualités ».
- Godefroy Bertram, laird d’Ellangowan. Sa tête « n’est pas bien saine ». Incapable de suivre avec ordre le développement d’une idée, il tient des propos complètement décousus. D’un caractère facile et doux, il est indolent, d’une bonhomie insouciante. Une fois élu juge de paix, il fait preuve d’un zèle impitoyable envers les miséreux et les vagabonds qu’il avait généreusement tolérés jusqu’alors.
- Abel Sampson, dit Dominie Sampson, précepteur de Harry Bertram, puis de sa sœur Lucy. Dominie, en écossais des Lowlands, désigne un maître d’école. Simple, généreux, fidèle et dévoué. Gauche et distrait. Il a ri une fois dans sa vie, ce qui a provoqué une fausse couche de sa logeuse. Encyclopédie vivante, il possède une foule de connaissances profondes et abstraites, sans utilité réelle. À l’image d’une boutique de prêteur sur gages, sa tête est si encombrée, si désordonnée, « que le propriétaire ne peut jamais trouver l’article dont il a besoin ».
- Meg (Marguerite) Merrilies, « Égyptienne ». C’est Jean Gordon, une gitane du XVIIIe siècle, qui inspire ce personnage[9]. Une grande partie de l’intrigue dépend de ses initiatives, car elle ne veut pas laisser les choses suivre leur cours naturel. Elle veut toujours « diriger la barque ». Expulsée des terres de Bertram au début du roman, elle reste néanmoins loyale envers la famille Bertram. Si elle lance une malédiction à Godefroy Bertram, elle fait tout ensuite pour « réparer », en cherchant à sauver le jeune Harry, puis à le rétablir dans ses droits, au mépris de sa propre vie.
- Dirk Hatteraick, capitaine du Yungfraw Hagenslaapen. « Moitié Mankois[10], moitié Hollandais, moitié diable », contrebandier, corsaire et pirate. Impudent, d’un aspect repoussant, un air dur et sauvage. Toujours fidèle à ses armateurs, et honnête envers eux. Il a peur de Meg Merrilies, en qui il voit une amie du diable.
- Gabriel Faa, Égyptien, neveu de Meg Merrilies, embarqué de force sur un sloop de guerre. Déserteur, sert contre l’Angleterre, puis devient veneur.
- Harry Bertram, fils du laird d’Ellangowan. Après son enlèvement, il prend le nom de Van Beest Brown. D’une belle force d’âme, spirituel, gai, un air franc et décidé. Épris de la fille de Guy Mannering, son colonel.
- Francis (Frank) Kennedy, inspecteur de l’accise. Aime la table, boit sec et sait mainte chanson gaillarde. Gentilhomme, « quoique du côté gauche de la couverture ». Fils du laird Glengubble et de miss Jeanne Hadaway.
- MacMorlan, substitut du shérif du comté. Probe et intelligent, trop généreux pour être riche.
- Lucy Bertram, jeune sœur de Harry, née le jour de la disparition de celui-ci. Prudente et avisée. Aimable, sensible, affectueuse. Éprise de Charles Hazlewood.
- Charles Hazlewood, fils de sir Robert. Épris de Lucy Bertram.
- Sir Robert Hazlewood, baronnet de fraîche date par une succession. Puissant, riche, vindicatif, orgueilleux de son nom. Affecte un style pompeux et fleuri, souvent ridicule. En tant que juge de paix, il est grotesque et dangereux dans ses préventions envers les noms « plébéiens », noms « choquants pour les oreilles ». Bien que gonflé de son importance, il a besoin des lumières des autres. Il se montre alors d’une grande crédulité, très influençable. Déguise son embarras sous l’apparence de la fierté. « Comme tous les petits esprits, le ridicule était ce qu’il craignait le plus. » Affecte de mépriser l’opinion publique, pour laquelle il a un respect scrupuleux. Il se conduit avec honneur et équité, « autant par principes que par crainte de la censure du monde ».
- Gilbert Glossin, nouveau laird d’Ellangowan, et l’un des juges de paix du comté, « lâche coquin qui ne sait faire le mal que par la main des autres ». Ancien writer[11].  Associé autrefois aux trafics des contrebandiers. Adroit, sachant persuader. Des manières simples et naturelles. D’une effronterie impertubable. Faux et dangereux. Rapace et rusé. Ne voit jamais l’utilité publique, mais uniquement ses intérêts particuliers. Homme d’affaires scélérat en qui Godefroy Bertram, son bienfaiteur, avait placé toute sa confiance. Ayant achevé de ruiner Godefroy Bertram, Glossin se réjouit de le voir expulsé. Il achète son bien pour une bouchée de pain. Méprisé des grands comme des petits en raison des moyens infâmes auxquels il doit sa fortune.
- Sophie Welwood, fiancée, puis épouse de Mannering. Vertueuse, et fière de sa vertu. Les intrigues des romans l’intéressent tant qu’elle veut faire de sa fille de seize ans une héroïne. Elle favorise la liaison de Julie, allant jusqu’à détourner les soupçons de son mari sur elle-même. Elle cultive le mystère, se complaît dans des manœuvres gratuites, joue avec l’indignation et la jalousie de son tyrannique époux, s’empêtre dans ses propres ruses et s’enferre dans des mensonges qui ne sont au départ que plaisanteries…
- Julie, fille de Guy Mannering et de Sophie. Tendre, généreuse et romanesque, elle est comme son père d’une imagination vive et ardente. Spirituelle, un peu de hauteur, quelque timidité, beaucoup de malice, une certaine disposition au sarcasme. Chipie écervelée, facétieuse. Tentée, quand elle s’ennuie, par les intrigues compliquées, par la coquetterie et par la cruauté[12]. Mais elle admet les remontrances paternelles, et promet « de devenir une bonne fille ». Éprise de Brown (Harry Bertram).
- Margaret Bertram de Singleside, plus proche parente de Godefroy Bertram. « Vieille haridelle[13] » froide, vierge, vertueuse, pieuse, orgueilleuse, ingrate et avare.
- Wasp, fidèle basset de Brown, à l’éducation un peu négligée.

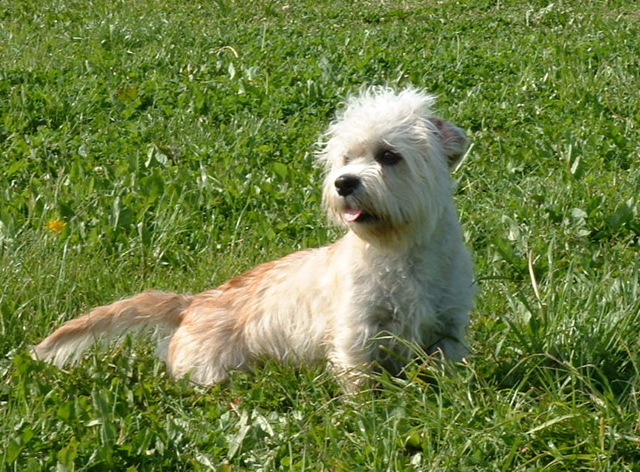
Un Dandie Dinmont Terrier.

- Dandie (Andrew) Dinmont, fermier des collines du Liddesdale (comté de Roxburgh). Il possède (sans compter les autres chiens) six terriers : trois s’appellent Pepper, et trois Mustard. Le Dandie Dinmont Terrier doit son nom à ce personnage de Scott, rude mais hospitalier, franc, honnête, fidèle, fort, courageux. Noble figure, tout en générosité. « J’ai plus de plaisir, dit l’avocat Paulus Pleydell, à voir ce brave fermier qu’à me trouver en face du meilleur festin ! » Et Mannering d’assurer que « sa redingote et ses gros souliers feraient honneur au palais d’un roi ».
- Dumple, joli poney de Dandie Dinmont. Il a « plus de bon sens que bien des chrétiens[14] ».
- MacGuffog, estafier, « l’effroi des voleurs ». Concierge de la prison de Portanferry. Sauvage, cupide, corrompu, profondément malhonnête, parjure, pas plus courageux qu’une poule.
- Lieutenant Van Beest Brown, contrebandier, second de Hatteraick. Il est chargé par son capitaine de s’occuper du jeune Harry Bertram, lequel prend son nom.
- Paulus Pleydell, ancien shérif du comté, avocat à Édimbourg. Vif, malin, « aussi bon convive que légiste éclairé ». Parfaitement honnête quand ses clients et leurs solliciteurs ne lui font pas débiter à la barre leurs doubles mensonges. Extravagant quand il fait la fête, le samedi soir.
- Driver, clerc de Paulus Pleydell, « gaillard intelligent ». Il peut écrire trois nuits de suite sous la dictée de son maître. Il écrit en dormant, aussi bien et aussi correctement que quand il est éveillé. Il vit dans le cabaret de la mère Wood. La bière lui tient lieu de tout, « de nourriture, de boisson, de vêtements, de lit, de bain... » Dans un cabaret, un samedi soir, il écrit ivre — sous la dictée de son maître également ivre —  un appel dont le délai va expirer (il faut cependant un compagnon de beuverie pour tremper la plume, car il ne voit pas l’encrier). Mais il écrit toujours aussi net.
- Mistress MacGuffog, épouse du geôlier MacGuffog. Forte et résolue, elle préfigure Berthe Bérurier. Charrie du charbon à pleines mains, avant de déplier les draps pour faire le lit.

## Accueil
Le livre connaît un grand succès, la première édition étant entièrement vendue dès le lendemain de sa parution. Malgré cela, des critiques déplorent l’abondance de dialogues en scots, qui rendent plusieurs passages incompréhensibles, même pour certains lecteurs écossais. D’autres voient dans le livre un encouragement à la superstition. Mais de flatteuses comparaisons sont établies avec Shakespeare pour ce qui est de la capacité à créer des personnages mémorables comme Meg Merrilies et Dandie Dinmont.

## Analyse
Parmi les romans de Scott, Guy Mannering est l’un des trois préférés de Stevenson (avec Rob Roy et Redgauntlet).
John Buchan cite également Guy Mannering comme l’un des trois meilleurs romans de Scott.
Henri Suhamy souligne l’inventivité, la puissance créatrice de l’œuvre, la sensibilité qui la nourrit : l’intérêt principal du livre résiderait non dans l'intrigue, mais dans la spontanéité du conteur, dans un foisonnement de personnages, de digressions, d’histoires secondaires, de « mille détails gracieux, truculents ou émouvants » qui, loin de contrarier la progression du récit, lui donneraient son mouvement naturel.
Tenant du roman de quête, du roman épistolaire, du roman d’aventures (il annonce Stevenson), du roman policier (il faut résoudre l’énigme d’un meurtre doublé d’un enlèvement), du roman régionaliste, du roman de mœurs et de caractères, Guy Mannering n’est pas considéré comme un roman historique car l’intrigue n’est pas liée à un événement de portée nationale (Waverley, par exemple, évoque la rébellion jacobite de 1745, et Rob Roy celle de 1715) et aucun personnage historique n'entre en scène. Scott cependant ne cesse pas d’être un historien, il ne cesse pas de peindre les mutations sociales, les antagonismes sociaux, les luttes, et l’on trouve bien dans ce livre le thème — récurrent, chez lui — d’une aristocratie décadente (représentée par la famille Bertram) que cherche à remplacer une « bourgeoisie rusée et accapareuse » (incarnée dans Gilbert Glossin).

## Traduction en français
Traduit par Joseph Martin sur la troisième édition, sous le titre Guy Mannering astrologue : nouvelle écossaise, ce livre est le premier roman de Scott en français ; il paraît chez Plancher à Paris en 1816, en quatre volumes in-12 (Waverley ne sera traduit qu'en 1818). Il n'a plus été édité en France, en texte intégral, depuis le XIXe siècle.

## Adaptations
- Guy Mannering; Or, the Gypsey's Prophecy, pièce de théâtre musicale en trois actes de Daniel Terry, représentée au Theatre Royal Covent Garden de Londres le 12 mars 1816. Publiée à Londres, chez William Oxberry, en 1820[23].
- Guy Mannering (1825), opéra-comique de Louise Bertin
- La Dame blanche (1825), opéra-comique de Boieldieu, s’inspirerait à la fois du Monastère et de Guy Mannering. Mais, selon Henri Suhamy, il faut scruter de près le texte du livret « pour en déceler la source officielle »[24].
- Carl Czerny, Guy Mannering. 2e fantaisie romantique d'après le roman de Walter Scott, pour le piano, à 4 mains, op. 241.